# 단백질 재조합 기술
생명공학 분야에서 일컫는 단백질 재조합 기술이란 동물이나 식물 또는 미생물에서 만들어지는 인간의 생활에 유용하게 쓰일 수 있는 단백질의 유전자를 조작하기 편리한 대장균이나 배양 동물세포에 이식시켜 많은 양의 단백질을 간단한 조작만으로 정제해서 사용할 수 있게 하는 것을 가리킨다. 대표적인 예로는 인슐린이 있다.

## 재조합 백신
이러한 단백질 재조합 기술은 펩타이드 기반(peptide-based)의 백신(vaccine)개발에도 응용된다. 이러한 백신은 합성항원백신(서브유닛백신) 또는 단백질 재조합 백신이라고도 불린다.

## 같이 보기
- 재조합 DNA
- 플라스미드